# 额尔古纳河右岸 (长篇小说)
《额尔古纳河右岸》，迟子建的长篇小说，荣获第7届茅盾文学奖。

## 写作和出版
《额尔古纳河右岸》是迟子建探索东北少数民族鄂温克族的长篇小说，内容根据鄂温克族最后的女酋长玛丽亚·索自述而写作。
为了写作这部长篇小说，迟子建花费3个月时间收集鄂温克族历史和风俗的文献资料。

## 内容
清朝中期，鄂温克族原本是贝加尔湖边上的一个游牧民族，清朝晚期，迫于俄罗斯帝国的打击，他们迁徙到额尔古纳河右岸，他们擅长放養驯鹿，信奉萨满教。日俄战争中，日本人追杀鄂温克族，但是他们依然坚韧地生存了下来，最终融入现代文明。
全书章节分为：
- 清晨

- 正午

- 黄昏

- 半个月亮

- 跋：从山峦到海洋

## 主题和风格
《额尔古纳河右岸》通过鄂温克族女酋长的叙述，表达了鄂温克族对生命的尊重、对自然的敬畏、对信仰的虔诚、对爱和生活的追求。

## 改编作品
《额尔古纳河右岸》被改编成同名电影，主演是斯琴高娃。